# Pedro Gojniković
El arconte Pedro Gojniković (en serbio cirílico: Петар Гојниковић) o Predimir (c. 870-después de 917) de la Casa de Vlastimirović fue príncipe de las tierras serbias de 892 a 917.

## Primeros años
Pedro nació entre 870 y 874, como hijo del príncipe Gojnik, el hijo menor del fundador de la dinastía Vlastimir. Su nombre cristiano bizantino, a diferencia con los nombres paganos de sus antecesores, demuestra la creciente cristianización de los serbios. En el tiempo de su nacimiento, Serbia estaba gobernada por una oligarquía de tres hermanos: Mutimir, Gojnik y Strojimir, aunque Mutimir, el mayor, tenía la supremacía.
En los años 880, Mutimir alcanzó el trono, exiliando a sus hermanos al kanato búlgaro de Boris I. Pedro se quedó en la corte de Mutimir por razones políticas, pero pronto huyó con Branimir de Croacia.

## Guerras civiles
Mutimir murió en 890 o 891, dejando el trono a su hijo mayor, Pribislav. Pribislav sólo gobernó un año, ya que Pedro volvió en 892, derrotándole en batalla, y alzándose con el trono, Pribislav huyó a Croacia con sus hermanos Bran y Stefan. Bran volvió más tarde y dirigió una rebelión contra Pedro en 894, pero fue derrotado, capturado y cegado).

## Alianza búlgara
Después de varios fracasos en las pretensiones al trono de distintos miembros de la familia Vlastimirović, el zar Simeón I de Bulgaria reconoció a Pedro, y le puso bajo su protección; este gesto marcó el comienzo de un periodo de paz de veinte años entre serbios y búlgaros (897-917). Probablemente Pedro no estaría feliz con su posición subordinada, y puede que soñara con reafirmar su independencia.
Presumiblemente, el cristianismo se fue extendiendo por entonces, ya que, como Serbia limitaba con Bulgaria, le llegaban influencias y quizá misioneros desde allí. El proceso se intensificó durante los veinte años de paz.
Según De Administrando Imperio, obra de Constantino VII, Pedro gobernó bajo la autoridad de León VI, en paz durante veinte años.

## Guerra búlgaro-bizantina

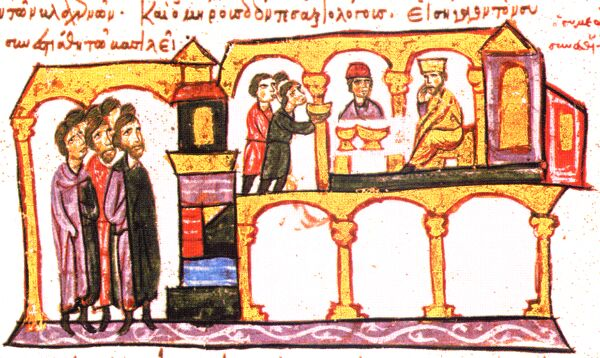
Constantino VII y Simeón cenando en una imagen del Skylitzes Matritensis (fol. 120)

El 11 de mayo de 912 murió el emperador bizantino León VI, sucediéndole su hermano Alejandro III, que gobernó hasta su muerte el 6 de junio de 913. Este fue el momento elegido por Simeón para atacar Bizancio desde Tracia. En agosto de 913, apareció en las murallas de Constantinopla, buscando no el saqueo, sino la corona.
Simeón, al contrario que el zar Boris I, se había educado en Constantinopla, tenía ideología bizantina y aspiraba a crear un Imperio romano-búlgaro. El patriarca Nicolás reconoció a Simeón como emperador de Bulgaria, y aprobó el compromiso de la hija de este con Constantino VII (que era menor de edad). Pero en febrero de 914, Zoe Karbonopsina, la madre de Constantino, expulsó a Nicolás de la regencia, que asumió ella, y anuló el título concedido a Simeón, así como sus planes matrimoniales. Los actos de Zoe enfurecieron a Simeón, que conquistó Tracia. Los bizantinos no tuvieron más remedio que buscar aliados entre los magiares, los pechenegos y los serbios.

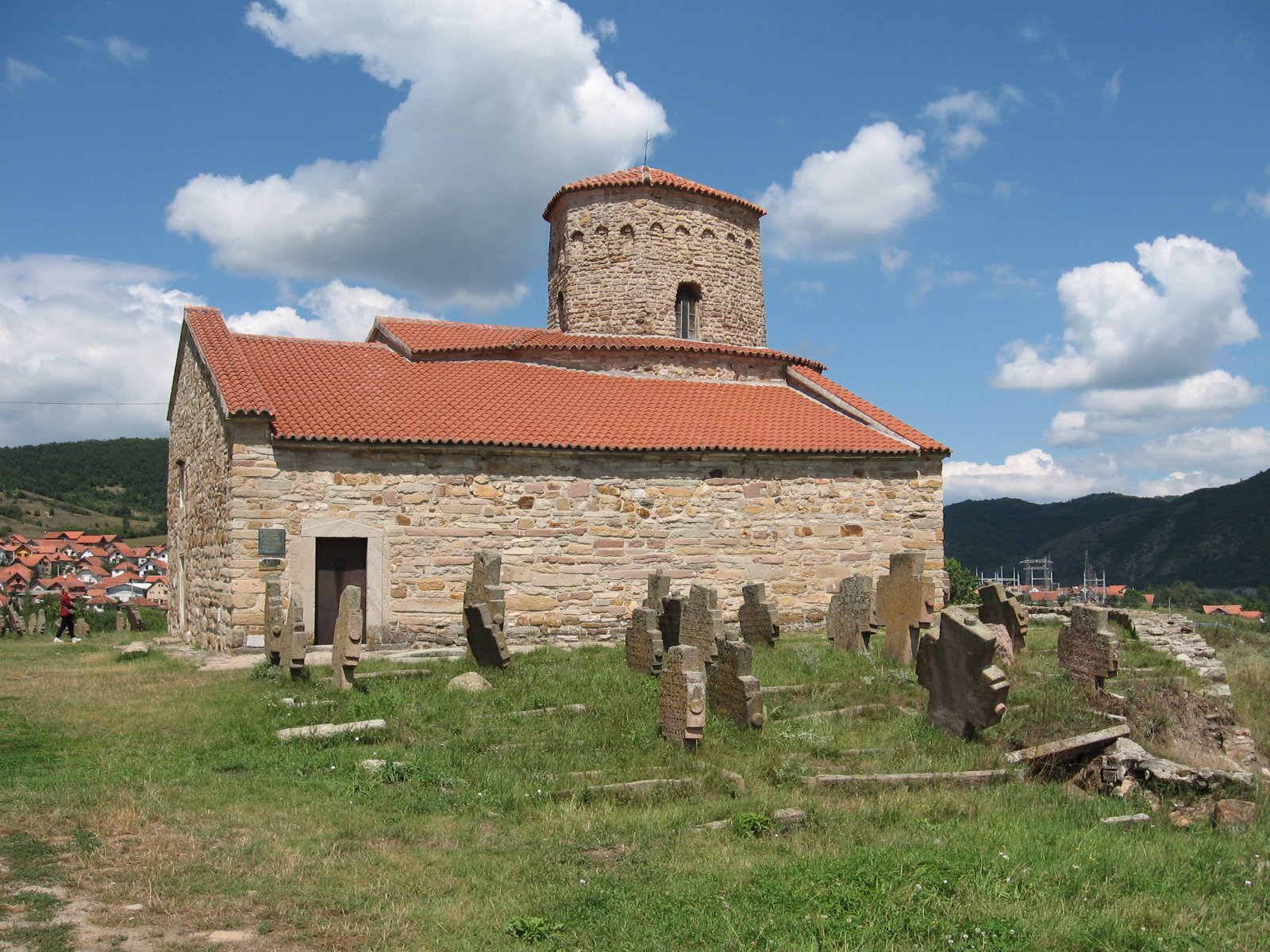
Petdro fue enterrado en la iglesia de Pedro y Pablo en Stari Ras.

En 917, un ejército bizantino al mando de León Focas el Joven invadió Bulgaria, pero fue estrepitosamente derrotado en la batalla de Aqueloo. Después de Aqueloo, Simeón envió un ejército al mando de Pablo Branović a hacerse con el trono serbio, pero Pedro resultó un duro enemigo, y no lo consiguió. Simeón envió entonces a los generales Marmais y Teodoro Sigritsa, que persuadieron a Pedro por medio de un juramento para que saliera a su encuentro; lo prendieron y despacharon a Bulgaria, donde fue encarcelado hasta su muerte, acaecida al cabo de un año. Sus restos están enterrados de la iglesia de los santos apóstoles Pedro y Pablo de Stari Ras, la capital. Simeón entronizó a Pablo hijo de Bran.

## Familia
- Hvalimir, Župan de Doclea.
- Boleslav, Župan de Travunia.
- Dragislav, Župan de Zachlumia.
- Svevlad, Župan de Podgorica.